# Litoria jeudii
Litoria jeudii (tên tiếng Anh: Garman New Guinea Treefrog) là một loài ếch thuộc họ Pelodryadidae.
Đây là loài đặc hữu của Papua New Guinea.